# Caprimulgus anthonyi
Caprimulgus anthonyi là một loài chim trong họ Caprimulgidae.